# 雜質
杂质是材料科学和化學領域的概念，是指有限量的液体、气体或固体内所含有的其他少量化学物质。雜質這個概念与材料或化合物的化學成份概念不同。 
杂质要么是天然存在的，要么是在化学合成時添加進去的。在產品生产过程中，人們可能会有意或无意地将杂质添加到產品當中。有很多機構制定了标准，特地規定产品中的杂质含量上限。